# 伊達忠宗
伊達忠宗（日语：／ Date Tadamune，1600年1月23日—1658年8月10日）是江戶時代初期的陸奥仙台藩第2代藩主。伊達政宗次男，正室是池田輝政之女振姬。因為有鞏固仙台藩地位的功績而被評為「守成的名君」（守成の名君）。

## 生平
慶長12年（1607年），與此年出生的德川家康的五女市姬成立婚約，但是市姬在3年後死去，於是以池田輝政的女兒振姬（家康的孫女）成為德川秀忠的養女並嫁給忠宗。身為庶長子的兄長秀宗在慶長19年（1614年）的大坂冬之陣與父親一同参戰，在戰後被大御所德川家康賜予伊予宇和島10萬石而成為別家，於是忠宗被定為伊達宗家的後繼者。
寬永13年（1636年）5月，因為父親政宗死去而繼任家督。忠宗在同年8月成為藩主，雖然是初次接觸藩政，但是馬上就決定藩政的執行體制。首先令其他藩的家老‧奉行6人中的石母田宗賴、中島意成、茂庭良綱、奥山常良4人留任，為了替代津田景康、遠藤玄信而新加入津田賴康（景康的兒子）、古内重廣。更把一直以來都是單任制‧負責指導和監督奉行的評定役改為多人制，於是把役職的内容變成奉行的補助機關，並任命津田景康、遠藤玄信、片倉重綱、古內義重、鴇田周如5人（「評定役」在後來成為進行裁判的評定所負責人的役職名）。此外還任命了7名負責監察的「目付役」，在翌年制定包括於家中禁止私自處罰等條項的法度，強化了藩內的統制。
在財政方面，於寬永17年（1640年）至寬永20年（1643年）實施「寬永總檢地」。此時把仙台藩的計算方法（1反＝360歩）改為全國標準（1反＝300歩）（二割出目），把貫高制的換算基準固定（1貫＝10石）來與石高制對等，更以檢地的結果來重新分配家臣團的知行地。還把領內余剩的米由藩買進並運到江戶售賣（被稱為買米制）。在忠宗一代因為買米制是非強制性，所以對農民來說是非常有益，買米代金被稱為「御惠金」，此舉還成為了促進開發新田的原動力。
在寬永16年（1639年）為了使用政龐而在仙台城建造二之丸，亦對寺社進行大幅度擴建。在寬永14年（1637年）為了祭祀政宗而建立瑞鳳殿和瑞鳳寺，在寛永17年建築白山神社的社殿。在寬永20年創建滿福寺，在慶安2年（1649年）再建因為火災而燒燬的孝勝寺，在翌年（1650年）建立愛宕神社，在承應3年（1654年）以6年時間在東照宮勸請和遷宮（仙台東照宮）。在承應4年（1655年）於仙台東照宮進行祭禮，在仙台進行祭禮成為現在的仙台青葉祭的起源。
在萬治元年（1658年）7月12日死去，享年60歲。古内重廣等人殉死。因為嫡男光宗在正保2年（1645年）死去，家督由六男綱宗繼承。三男田村宗良因為母親愛姬的遺言而再興田村氏，在第4代藩主綱村一代把岩沼藩分知而成為大名。

## 官職位階履歷
※日期＝日本舊曆
- 慶長16年（1611年）12月13日：元服，由將軍德川秀忠下賜一字而命名「忠宗」，敘任正五位下美作守。
- 元和2年（1616年）10月2日：昇敘從四位下，兼任侍從。
- 寬永元年（1624年）6月23日：轉任越前守，侍從職不變。
- 寬永3年（1626年）8月19日：轉任左近衛權少將，越前守不變。
- 寬永13年（1636年）7月：成為陸奧國仙台藩藩主。
- 寬永16年（1639年）4月14日：兼任陸奧守，越前守改變。

## 登場作品
影視劇
- 最後的樅木（日语：樅ノ木は残った (NHK大河ドラマ)）（1970年、NHK大河劇、演：林成年）
- 獨眼龍政宗（1987年、NHK大河劇、演：野村宏伸）
- 葵德川三代（2000年、NHK大河劇、演：池田幹）

| 伊達忠宗        |                                |                 |
| 統治者頭銜      |                                |                 |
| 前任： 伊達政宗 | 仙台藩第2代藩主 1636年－1658年 | 繼任： 伊達綱宗 |